# Ascidia willeyi
Ascidia willeyi är en sjöpungsart som beskrevs av Asajiro Oka 1915. Ascidia willeyi ingår i släktet Ascidia och familjen Ascidiidae.
Artens utbredningsområde är Indiska oceanen. Inga underarter finns listade i Catalogue of Life.